# شمشیرآباد (آبدانان)
شمشیرآباد (آبدانان)، روستایی از توابع بخش مرکزی شهرستان آبدانان در استان ایلام ایران است.مردم این روستا لر بالاگریوه هستند ، و طوایف این روستا عبارت اند از : ایل زینی وند

## جمعیت
این روستا در دهستان جابرانصار قرار دارد و براساس سرشماری مرکز آمار ایران در سال ۱۳۸۵، جمعیت آن ۲۹۷ نفر (۵۹خانوار) بوده‌است.